# LDH JAPAN
株式會社LDH JAPAN（英語：LDH JAPAN Inc.）是日本的演藝經紀及綜合娛樂公司，於2002年10月17日由放浪兄弟（EXILE）的六名初期成員出資成立。公司名稱是其成立宗旨「Love, Dream,Happiness」的縮寫。旗下有放浪一族（EXILE TRIBE）、E.G.family等眾多歌舞系的藝人及音樂組合。

## 概要
2002年10月17日，當時規定成立公司要資本金300萬日元，EXILE初期成員6人各出資50萬日元。在青山區的大廈成立「EXILE ENTERTAINMENT 有限公司」（エグザイルエンタテイメント有限会社），由HIRO（五十嵐廣行）擔任第一任代表取締役社長，其他成員是公司職員。
2003年9月18日，由佐田真由美、巖堀SERI等所屬的模特兒經紀公司「Three Points股份有限公司」及「EXILE ENTERTAINMENT有限公司」合併為「株式會社LDH」。。除歌手、演員的經營業務以外，也營運有關服飾事業及舞蹈學校。
於2017年1月1日起公司名稱改為「LDH JAPAN」。連已在運作的「LDH USA」，再加上新成立的「LDH ASIA」和「LDH EUROPE」、及總括所有的「LDH WORLD」。
雖然是一樣的公司名稱，與活力門旗下持有的持股公司「株式會社LDH」無任何關係。

## 爭議
- 逃稅事件：2010年3月，LDH接受東京國稅局的稅務調查，該局表示查出2009年到3月期為止的兩年期間，LDH共報漏了約3億日元的所得[3][4]。但LDH官方網站發布聲明稿表示「並非意圖隱瞞，僅為管理上之疏失」[5]。

## 所屬藝人
歌手
- EXILE
- THE SECOND from EXILE
- 三代目J Soul Brothers
- GENERATIONS from EXILE TRIBE
- THE RAMPAGE from EXILE TRIBE
- FANTASTICS from EXILE TRIBE
- BALLISTIK BOYZ from EXILE TRIBE
- PSYCHIC FEVER from EXILE TRIBE
- LIL LEAGUE from EXILE TRIBE
- KID PHENOMENON from EXILE TRIBE
- THE JET BOY BANGERZ from EXILE TRIBE
- WOLF HOWL HARMONY from EXILE TRIBE
- DEEP
- DEEP SQUAD
- DOBERMAN INFINITY
- Dream Ami
- Dream Shizuka
- PKCZ
- VERBAL
- DJ DARUMA
- m-flo
- HONEST BOYZ®
- MIYAVI
- 克莉絲朵·凱兒
- JAY'ED
- Leola
- 青柳翔
- CRAZY四角形
- SAMURIZE from EXILE TRIBE
- DANCE EARTH PARTY
- Girls²
- iScream
- Lucky²
- SG5
- RAG POUND

演員
- 青柳翔
- 小澤雄太
- 町田啓太
- 小野塚勇人
- 野替愁平
- 八木將康
- 佐藤寬太
- 鹽野瑛久
- 前田拳太郎
- 櫻井佑樹
- 松本利夫
- 鈴木伸之
- 近江谷太朗
- 黒川恭佑
- 早乙女太一
- 勝矢
- 野杁俊希
- RIKACO
- 石井杏奈
- 藤井夏戀
- 水野繪梨奈
- 山口乃乃華
- 平川結月

模特兒
- 佐田真由美
- 巖堀SERI
- 大屋夏南
- 杉麻李沙
- Taylor鈴木
- 佐藤晴美
- MORGAN茉愛羅
- 與田Emilie
- TOKO
- 愛芭

詞曲創作者
- 小竹正人
- 表誠治
- DJ KIRA
- SLAY
- 武村八重子

發聲教練
- 木村圭児
- 郷田季恵子

編舞
- PATO
- SEVA

編劇及導演
- 樫田正剛
- 平沼紀久
- 渡邊啓
- 增本莊一郎
- 錦織良成
- 久保茂昭
- SABU
- 松永大司

主持
- MC USK

職業衝浪者
- Angela　磨紀　Vernon
- 小川直久
- 小川幸男

格鬥家
- 岡見勇信

個人教練
- 吉田輝幸

職業排球選手
- 拉莫斯·瑠偉
- 栗原惠

游泳選手
- 渡邊一平

## 過去所屬藝人
- PARADISE GO!! GO!!
- RATHER UNIQUE
- 三箇一稔
- 中崎祐衣
- NEVER LAND
- 清木場俊介
- 川根来音
- CASSIS
- warp-generation
- NaNa
- 水原希子
- 原田憲
- CEYREN
- 香子
- 小林夏子
- ia
- Love
- The ROOTLESS
- 中野唯花
- 吉田セイラ
- 磯村洋祐
- 桐島ローランド
- 谷中敦
- 武田杏香
- 岸洋佑
- 上田眞央
- 長谷川潤
- JONTE
- NOZOMU
- TRAK STA
- BREATHE
- 春川恭亮
- 增子達郎
- Dream
- Flower
- 長冢智廣
- 音月桂
- E-girls
- lovely²
- SAKURA
- Happiness
- 天野浩成
- 秋山真太郎
- MOONCHILD

## 選拔會
- EXILE VOCAL BATTLE AUDITION 2006 へASIAN DREAMへ（2006年）
- 第1回LDH DREAM GIRLS AUDITION 2007（2007年）
- 第2回LDH DREAM GIRLS AUDITION 2008（2008年）
- 第1回劇團EXILE選拔會（2009年）
- 第2回劇團EXILE選拔會（2009年）
- Happiness主唱選拔會（2009年）
- EXILE Presents VOCAL BATTLE AUDITION 2 へ給懷抱夢想的年輕人們へ（2010年）
- 第3回劇團EXILE選拔會（2010年）
- EXILE Presents VOCAL BATTLE AUDITION 3 へFor Girlsへ（2011年）
- GLAMOROUS專屬模特兒世界選拔會（2012年）
- EXILE Presents CREATOR BATTLE AUDITION へ給懷抱夢想的創造者們へへ（2013年）
- EXILE Presents VOCAL BATTLE AUDITION 4 へ給懷抱夢想的年輕人們へへ（2013年）
- EXILE PERFORMER BATTLE AUDITION（2014年）
- 電視劇主角選拔會（2015年 - 2016年）[6]
- EXILE Presents VOCAL BATTLE AUDITION 5 へ給懷抱夢想的年輕人們へへ（2017年）
- iCON Z~Dreams For Children ~（2021年 - 2022年）[7]

## 關連項目
- EXPG - LDH運營的舞蹈及聲樂學校。
- 月刊EXILE - LDH magazine所發行的月刊雜誌。
- LDH Records - LDH的獨立音樂廠牌

## 外部連結
- （繁體中文）LDH（页面存档备份，存于） - 官方網站(繁體字版)
- （简体中文）LDH （页面存档备份，存于） - 官方網站(簡體字版)
- （日語）LDH mobile - LDH官方手機網站
- （日語） YouTube上的LDH official頻道
- （日語）LDH LIVE SCHEDULE（页面存档备份，存于） - 官方網站
- （日語）【官方】LDH公共關係部的X（前Twitter）
- （繁體中文） LDH FLAG SHIP SHOP 的Facebook專頁 （页面存档备份，存于）
- （繁體中文）LDH FLAG SHIP SHOP - 官方網站
- （繁體中文） LDH FLAG SHIP SHOP的Instagram帳戶
- （简体中文）LDH FLAG SHIP SHOP的新浪微博

LDH ASIA
- （简体中文）LDH JAPAN的新浪微博

LDH kitchen
- （日語） LDH KITCHEN OFFICIAL WEB SITE （页面存档备份，存于）
- （日語）LDH kitchen的Facebook專頁
- （日語） LDH kitchen的Instagram帳戶
- （日語）ldhkitchen_official的X（前Twitter）

LDH apparel
- （日語）LDH apparel（页面存档备份，存于）

LDH models
- （日語）LDH models Official Website （页面存档备份，存于）

LDH FLAG SHIP SHOP
- （日語）LDH FLAG SHIP SHOP
- （日語）LDH FLAG SHIP SHOP的Facebook專頁
- （日語）LDH FLAG SHIP SHOP的Instagram帳戶
- （简体中文）LDH JAPAN的新浪微博